# Dr. M (Film)
Dr. M ist ein Film von Claude Chabrol aus dem Jahr 1990. Der Film ist ein Remake von Fritz Langs Dr. Mabuse, der Spieler (1922), der auf dem Roman Mabuse der Spieler von Norbert Jacques basiert. Der Kinostart in Westdeutschland war am 24. Mai 1990 sowie in der DDR am 28. September 1990. Die Erstausstrahlung war am 31. Januar 1993 im ZDF.

## Handlung
In naher Zukunft infiziert eine tödliche Epidemie die Menschen in West-Berlin. Einige begehen Suizid, um sich davor zu bewahren. Die Medienberichte sind offenbar ungewöhnliche Propaganda. Niemand weiß, was zu tun ist oder wie man sich retten kann, außer ein Polizist, der vermutet, dass die Selbstmörder in Wahrheit Opfer eines Verrückten sind. Seine Nachforschungen führen ihn zu einer schönen, rätselhaften Frau. Er erfährt, dass der Inhaber des Medienkonzerns die Menschen mit Hilfe der Frau und der Medien in den Selbstmord treibt, weil er ihre Energie als Kraftreserve für sein stählernes Herz braucht. Im letzten Augenblick kann ein Massenselbstmord verhindert werden.

## Hintergrund
Der Film wurde produziert von der NEF Diffusion Film Vertriebs GmbH (München), Cléa Productions (Paris), Ellepi Films S.r.I. (Rom) und dem ZDF (Mainz).

## Rezeption
Der film-dienst bezeichnete den Film als „mißglückte Hommage an Fritz Lang und seinen ‚Mabuse‘-Zyklus“. Dr. M sei ein „lebloser Film, der aus den Themen Selbstzerstörungssucht und Massensuggestion nicht mehr als eine Räuberpistole“ mache.